# RONIN
『RONIN』（ローニン、原題：Ronin）は、1998年に公開されたアメリカ映画。タイトルは日本語の「浪人」から引用されており、冷戦終結により自らの存在価値を失った東西のスパイや特殊工作員らの姿になぞらえている。

## ストーリー
舞台は冷戦終結後のパリ。謎の女、ディアドラ（ナターシャ・マケルホーン）のもとに、サム（ロバート・デ・ニーロ）、ヴィンセント（ジャン・レノ）はじめ、いずれも国家や組織からフリーの立場である5人の男たちが集まった。依頼は、ある男から銀色のケースを奪うこと。準備段階の武器調達で未熟さをあらわにしたスペンス（ショーン・ビーン）はクビになり、残った4人はニースで襲撃の綿密な計画を練る。そして決行。ケースの奪取には成功するが、電子機器担当のグレゴール（ステラン・スカルスガルド）が突如として裏切り、銀色のケースを奪い去る。サムとヴィンセントはアルルのコロッセオで、ケースを別の勢力へ売り飛ばそうとしていたグレゴールを追いつめるが、すんでのところでディアドラとシーマス（ジョナサン・プライス）らIRAに拉致され、ドライバーのラリー（スキップ・サダス）も殺害される。雇い主に切り捨てられ、腹に銃弾を受けて治療を余儀なくされたサムはヴィンセントのセーフハウスで傷を癒すと、真相とケースを求めて再びパリに向かう。

## 登場人物・キャスト
サム
演 - ロバート・デ・ニーロ
ケースを奪うために雇われた元CIAのアメリカ人。凄腕の諜報員で、経験豊富で慎重かつ判断能力が高い。
ヴィンセント（ヴァンサン）
演 - ジャン・レノ
サムと同様に雇われたフランス人。「仕事」に必要な物資の調達係。
ディアドラ
演 - ナターシャ・マケルホーン
サムやヴィンセントたちの雇い主を名乗る女性。北アイルランド訛りで話す。
グレゴール
演 - ステラン・スカルスガルド
サムと同様に雇われた元KGBのドイツ人。電子機器の操作を担当。反射神経が鋭い。サムやディアドラたちを裏切り、ケースを持って逃亡する。
スペンス
演 - ショーン・ビーン
サムと同様に雇われたイギリス人。元SASで武器の専門家を自称するが、最初の武器取引で向う見ずに動いたために敵の罠に引っ掛かり、危機的な状況を招く。作戦会議の際にサムから実戦経験が無い事を見抜かれチームを解雇される。
ラリー
演 - スキップ・サダス
サムと同様に雇われたアメリカ人。車の運転と整備を担当。任務遂行のためにアウディの調達をヴィンセントに進める。チームの中では口数が比較的少ない。
シーマス・オルーク
演 - ジョナサン・プライス
IRAの過激派工作員。サムたちの本当の雇い主で、裏からディアドラに指示を送る。
ジャン＝ピエール
演 - マイケル・ロンズデール
ヴィンセントの友人。ヴィンセントとサムを助け、サムに日本の浪人（赤穂浪士）の話をする。
ミキー
演 - フェオドール・アトキン
裏社会の大物であるロシア人。グレゴールと裏で繋がっている。
ナターシャ・キリロワ
演 - カタリナ・ヴィット
ロシア人のフィギュアスケーター。ミキーの恋人。
セルゲイ
演 - ベルナール・ブロッシュ
ミキーの部下。ヴィンセントやグレゴールとは顔見知り。
ダッパー・ジェント
演 - ジャン・トリスカ
ミキーの部下。ミキーの命令でグレゴールと取引を行う。役名の「ダッパー・ジェント（Dapper Gent）」とは「おしゃれな紳士」という意味。
新聞を持った男
演 - ロン・パーキンス
サムと旧知の男性。サムに手助けを頼まれる。

## スタッフ
- 製作：フランク・マンキューソ・ジュニア
- 監督：ジョン・フランケンハイマー
- 脚本：J・D・ザイク、デヴィッド・マメット（リチャード・ウェイズ名義）
- 撮影：ロベール・フレース
- 音楽：エリア・ツミーラル（英語版）

## 日本語吹替
| 役名                       | 俳優                     | 日本語吹替                                             | 日本語吹替                                                    | 日本語吹替                                                                   |
| 役名                       | 俳優                     | ソフト版                                               | フジテレビ版                                                  | テレビ朝日版                                                                 |
| -------------------------- | ------------------------ | ------------------------------------------------------ | ------------------------------------------------------------- | ---------------------------------------------------------------------------- |
| サム                       | ロバート・デ・ニーロ     | 佐々木勝彦                                             | 津嘉山正種                                                    | 石田圭祐                                                                     |
| ヴィンセント（ヴァンサン） | ジャン・レノ             | 金尾哲夫                                               | 谷口節                                                        | 中田譲治                                                                     |
| ディアドラ                 | ナターシャ・マケルホーン | 唐沢潤                                                 | 勝生真沙子                                                    | 山像かおり                                                                   |
| グレゴール                 | ステラン・スカルスガルド | 納谷六朗                                               | 江原正士                                                      | 堀井真吾                                                                     |
| スペンス                   | ショーン・ビーン         | 仲野裕                                                 | 内田直哉                                                      | 寺杣昌紀                                                                     |
| ラリー                     | スキップ・サダス         | 星野充昭                                               | 辻親八                                                        | 島香裕                                                                       |
| ジャン＝ピエール           | マイケル・ロンズデール   | 石森達幸                                               | 島香裕                                                        | 大黒和広                                                                     |
| ダッパー・ジェント         | ジャン・トリスカ         | 稲葉実                                                 | 千田光男                                                      |                                                                              |
| シーマス・オルーク         | ジョナサン・プライス     | 千田光男                                               | 納谷六朗                                                      | 林一夫                                                                       |
| 新聞を持った男             | ロン・パーキンス         | 石波義人                                               | 小島敏彦                                                      |                                                                              |
| ミキー                     | フェオドール・アトキン   | 大山高男                                               | 堀勝之祐                                                      | 家弓家正                                                                     |
| ナターシャ・キリロワ       | カタリナ・ヴィット       | 原語流用                                               | 折笠愛                                                        | 園崎未恵                                                                     |
| セルゲイ                   | ベルナール・ブロッシュ   | 水野龍司                                               | 水野龍司                                                      |                                                                              |
| その他                     | N/A                      | - 榎本智恵子 - 古田信幸 - 大川透 - すずき紀子 - 遊魚静 | - 大川透 - 岡野浩介 - 高瀬右光 - 寺内よりえ - 紗ゆり          | - 後藤哲夫 - 側見民雄 - 内田聡明 - 斎藤志郎 - 加藤優子 - 加藤沙織 - 奥田啓人 |
| 日本語版制作スタッフ       |                          |                                                        |                                                               |                                                                              |
| 演出                       | 演出                     | 伊達康将                                               | 小林守夫                                                      | 鍛治谷功                                                                     |
| 翻訳                       | 翻訳                     | 岸田恵子                                               | 松崎広幸                                                      | 松崎広幸                                                                     |
| 調整                       | 調整                     | 高久孝雄                                               | 栗林秀年                                                      | 飯村靖雄                                                                     |
| 効果                       | 効果                     |                                                        | 栗林秀年                                                      | リレーション                                                                 |
| 編集                       | 編集                     | オムニバス・ジャパン                                   |                                                               |                                                                              |
| 録音                       | 録音                     |                                                        | スタジオザウルス                                              |                                                                              |
| 担当                       | 担当                     |                                                        | - 小笠原恵美子 - 中島良明（フジテレビ）                       |                                                                              |
| プロデューサー             | プロデューサー           | 尾谷アイコ                                             |                                                               |                                                                              |
| 制作                       | 制作                     | - ワーナー・ホーム・ビデオ - 東北新社                  | ムービーテレビジョン                                          | ブロードメディア・スタジオ                                                   |
| 初回放送                   | 初回放送                 | N/A                                                    | 2003年1月18日 21:00-23:09 『ゴールデンシアター』 ※正味約104分 | 2005年9月4日 21:00-22:54 『日曜洋画劇場』                                    |

- ソフト版は英語の台詞のみが日本語に吹き替えられており、フランス語・ロシア語の台詞は原音に切り替わる。しかし、後発のフジテレビ版およびテレビ朝日版は放送時にカットされた箇所以外は全ての台詞が日本語に吹き替えられている。
- フジテレビ版は初回放送から前半の武器調達から銃撃戦に発展するシーンが丸々カットされている。
- 2016年10月19日に『午後のロードショー』で放送された際には、音源はフジテレビ版だがクレジットはテレビ朝日版のキャストになっていた。（それ以前はテレビ朝日版の吹替で放送されていた）。2022年2月24日に『午後のロードショー』でフジテレビ版の音源で放送された[2]際には、緊急ニュースが入って一部放送できなかったため同年3月19日に深夜映画番組『サタ☆シネ』で再放送することになった[3]。
- テレビ朝日版とフジテレビ版の音源は、フィールドワークスが2022年に一般募集を行っていた[4]。

## 予告編
本編とは別にデニーロを始めとするジャン・レノ、プライス、マイケルホーン、スカルスガルドら５人の主要キャストが暗い路地に集結して並走するシーンが特報と予告編の為に撮影され、５人のシルエットがRONINのタイトルに変わる演出がされた。

## エピソード
- 劇中では激しいカーチェイスが数度に渡って展開されるが、フランケンハイマー監督が元アマチュア・レーシングドライバーだったこともあり、カーチェイスシーンの撮影も監督が担当し、時には監督自ら車に乗り込むこともあった。特撮による不自然な動きを嫌い、全てのカーチェイスシーンは実写によるもので、高速走行シーンの多くも実際に俳優らが乗車していた。クラッシュシーンなどはスタントマンによる運転だったが、ラリー役のスキップ・サダスに至っては、ほとんどが彼自身の運転によるもの。さらに信憑性を上げるために各車の実際の走行音を別に録音して、それぞれの車の映像と合わせている。
- 登場する車種もこだわりを持って選ばれており、アウディ・S8、プジョー・406、プジョー・605、シトロエン・XM、メルセデス・ベンツ・450SEL 6.9、BMW・5シリーズなどが登場する。なおアウディS8は、イギリス・カーマガジン誌の「映画に登場するカッコイイ車トップ40」の第9位にランクインしている。
  - ただし、シトロエン・XMに関しては前期型／後期型を混同し撮影に使うというミスを起こしている。
- ヴィンセント役のジャン・レノは、プライベートと同じくジタンを吸っている。